# Crithagra striolata
Crithagra striolata é uma espécie de fringilídeos da família Fringillidae.
Pode ser encontrada no continente Africano nos seguintes países: Burundi, República Democrática do Congo, Eritreia, Etiópia, Quénia, Ruanda, Sudão, Tanzânia, Uganda e Zâmbia.